# Đại bàng đuôi trắng

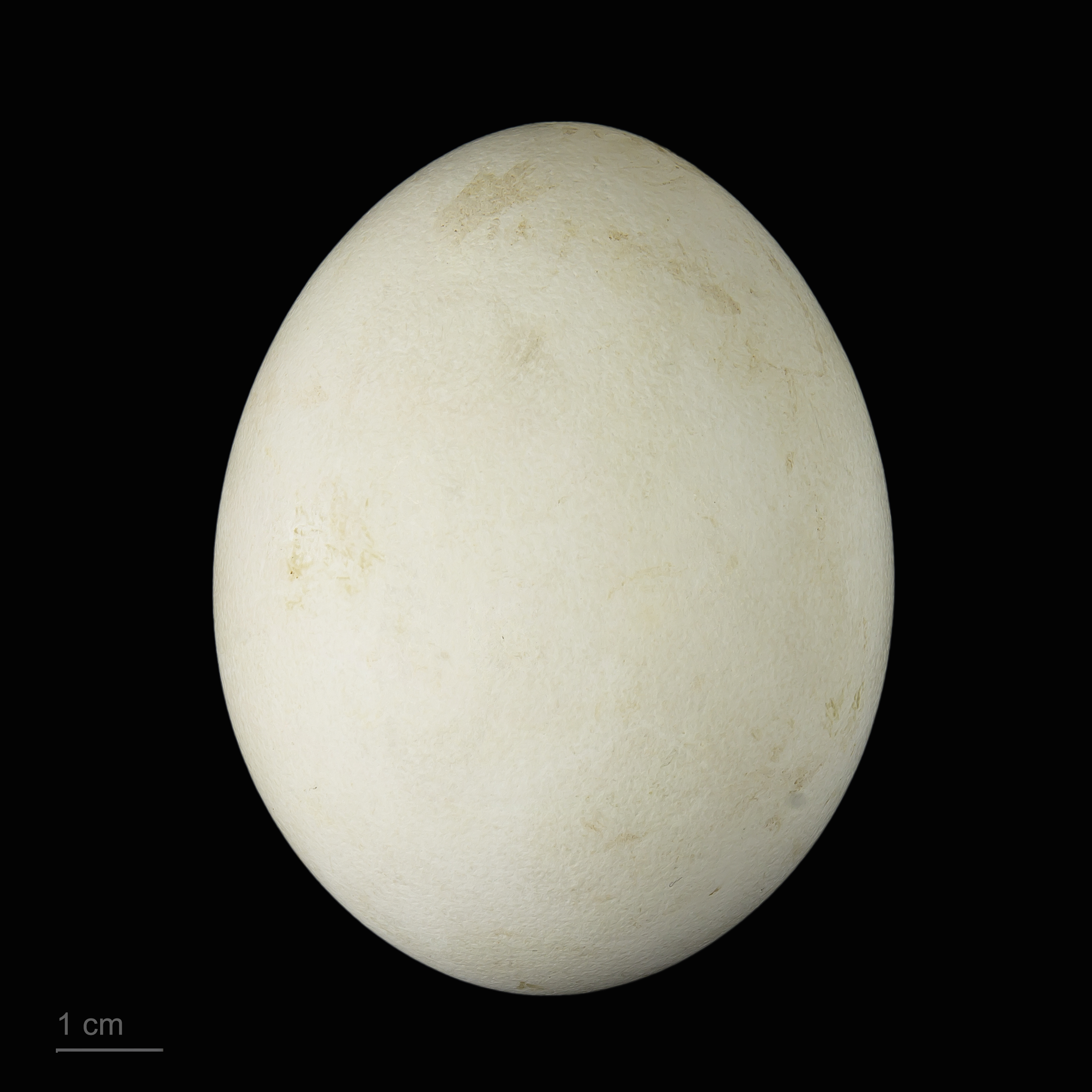
Haliaeetus albicilla

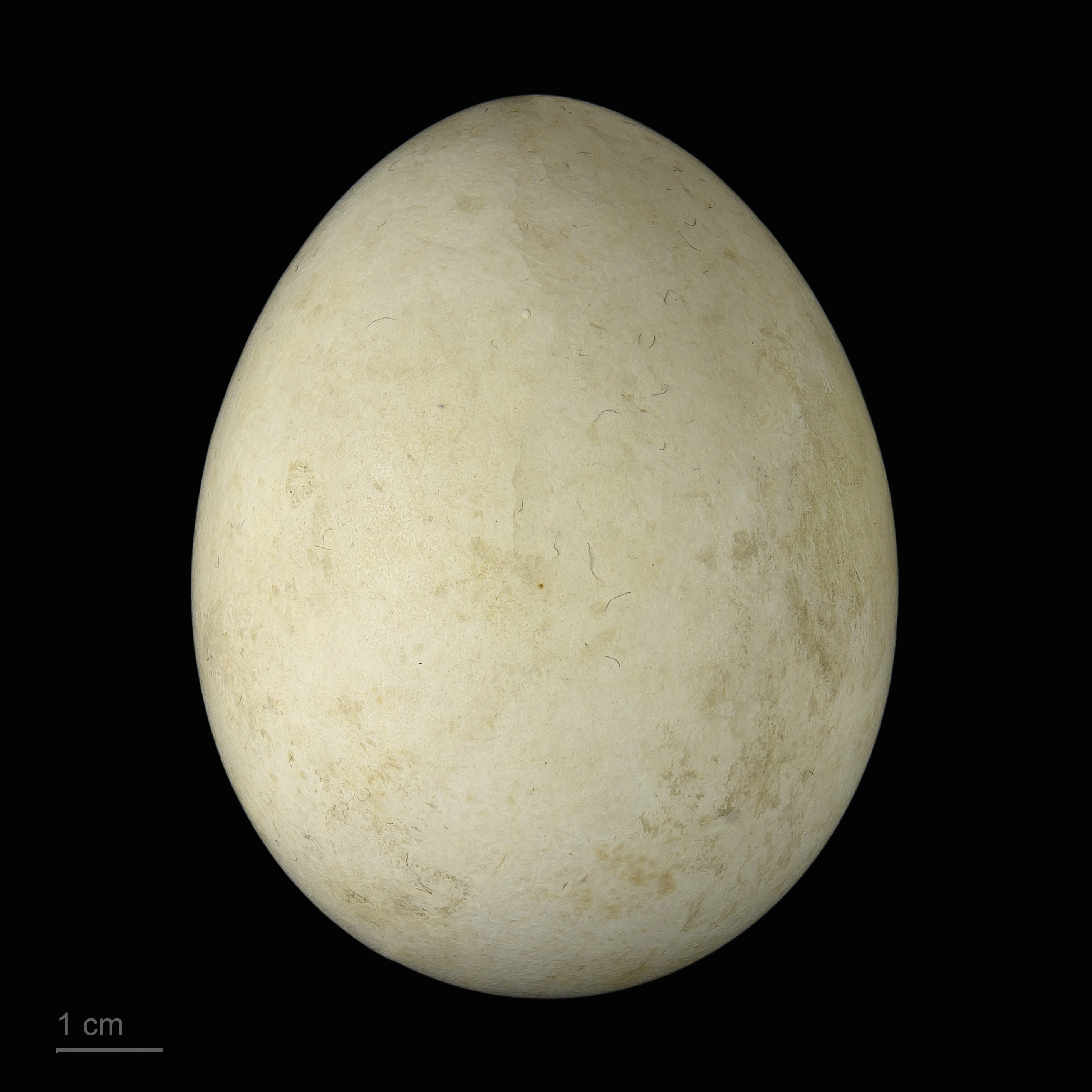
Haliaeetus albicilla groenlandicus

Đại bàng đuôi trắng (tên khoa học Haliaeetus albicilla) là một loài chim săn mồi trong họ Accipitridae cũng bao gồm các loài chim ăn thịt khác như diều, ó. Nó được xem là loài gần gũi với đại bàng đầu trắng.

## Mô tả
Đại bàng đuôi trắng là một loài chim rất lớn. Chúng dài 66–94 cm với sải cánh dài 1,78-2,45 m. Sải cánh dài, với một trung điểm dài 2,18 m, trung bình là mức lớn nhất trong các loài đại bàng. Đại bàng biển Steller lớn hơn cả trọng lượng và chiều dài, là đối thủ gần nhất với sải cánh trung bình trong số các loài đại bàng sống. Đại bàng đầu trắng có khoảng kích thước tương tự như loài đại bàng đuôi trắng, mặc dù có sải cánh trung bình ngắn hơn và thường tổng chiều dài dài hơn, do đuôi dài hơn. Chim mái, thường có trọng lượng 4-6,9 kg, hơi lớn hơn so với chim trống, có cân nặng 3,1-5,4 kg. Trọng lượng kỷ lục loài này là 7,5 kgcho một mẫu vật từ Scotland, trong khi một con chim mái gần đây hơn từ Greenland được ghi nhận dài 2,53 m trên cánh. Trong số đo tiêu chuẩn, cánh gập 90 độ dài 55,2-71,7 cm, đuôi dài 25–33 cm, các xương cổ chân dài 9,2-10,1 cm (3,6-4,0 in) và mỏ dài 6-6,5 cm. Thay đổi kích thước thường là một xu hướng tập hợp dị biệt. Kích thước của đại bàng từ Greenland là nói chung lớn hơn những cá thể trong các khu vực khác trong khi những cá thể đến từ (nay đã gián đoạn) Trung Đông, ở cực nam của phân loài này, là nhỏ nhất của loài này. Đại bàng đuôi trắng đôi khi được coi là đại bàng lớn thứ tư của thế giới và trung bình là loài đại bàng nặng thứ tư trên thế giới.
Loài này có cánh "cửa nhà kho" rộng, đầu to và một mỏ dày lớn. Chim trưởng thành chủ yếu có màu nâu xám trừ đầu và cổ hơi nhạt màu hơn, lông bay màu đen, và đuôi màu trắng nổi bật. Tất cả các phần không có long có màu vàng, bao gồm cả mỏ và chân. Ở những con chim chưa thành niên, đuôi và mỏ màu sậm hơn, với một dải cuối sẫm màu ở các cá thể chim gần trưởng thành. Sự kết hợp của màu nâu xám xịt, cánh đều và rộng, đuôi trắng, mỏ màu vàng mạnh mẽ và kích thước lớn tổng thể làm cho loài đại bàng đuôi trắng về cơ bản không thể gây nhầm lẫn trong phạm vi nguồn gốc của nó. [3]
Một số cá thể đã được ghi nhận sống hơn 25 năm, trung bình 21 năm tuổi.